# Luzeiro
Editora Luzeiro é uma editora de São Paulo, conhecida por publicar os grandes clássicos da literatura de cordel do Brasil, fundada na década de 1970 com o nome de Luzeiro Editora pelos irmãos Arlindo Pinto de Souza e Armando Augusto Lopes, que anteriormente haviam criado a Editora Prelúdio.

## Histórico
Em 1915, o português José Pinto de Souza fundou a Typographia Souza, publicando "modinhas e folhas soltas", na década de 1930, já com o nome de Editora Graphica Souza, publicando autores de cordéis brasileiros, em 1950, morre, José Pinto, em 1952, seus filhos Arlindo Pinto de Souza e Armando Augusto Lopes fundam a editora Prelúdio. A editora inovou no formato, trocando o tradicional 11 x 16 cm por um formato de bolso: 13,5 x 18 cm, além de substituir as capas em xilogravura, por capas em policromia, com desenhos de quadrinistas como Sérgio Lima e Eugênio Colonnese.
A editora começa a década de 1970, com dificuldades financeiras, nesse período, a editora Prelúdio pediu concordata e deu o origem a Luzeiro Editora, O cordelista Manuel d'Almeida Filho que atuou como selecionador de cordéis na Prelúdio, manteve o cargo na Luzeiro. Em 1981, a editora passa a se chamar Editora Luzeiro.
Em 1995, morre Manuel d'Almeida Filho, Arlindo vendeu a editora para Gregório Nicoló, que retoma a publicação de cordéis, em 2010, republicou a quadrinização uma Pavão Misterioso publicada pela Prelúdio, desenhada por Sérgio Lima, o álbum foi publicado em parceria com a editora cearense Tupynanquim do também cordelista e quadrinista Klévisson Viana, refez a paginação e incluiu balões de diálogo, essa quadrinização foi redescoberta pelo cordelista e pesquisador Marco Haurélio.

## Alguns títulos editados
- A Chegada de Lampião no Céu, de Rodolfo Coelho Cavalcante
- A Chegada de Lampião do Inferno, de José Pachêco da Rocha
- Os Cabras de Lampião, de Manuel d'Almeida Filho
- A Marca do Zorro, de Manuel d'Almeida Filho
- João Acaba-Mundo e a Serpente Negra, de Minelvino Francisco Silva
- O Verdadeiro Romance do Herói João de Calais, de Severino Borges
- Presepadas de Chicó e Astúcias de João Grilo, de Marco Haurélio
- O Massacre de Canudos, de Varneci Nascimento
- João Soldado, o Valente Praça que Meteu o Diabo num Saco, de Antônio Teodoro dos Santos
- Aventuras de João Desmantelado, de João Lucas Evangelista
- O Coronel Avarento, de Josué Gonçalves de Araujo
- Os três fios de cabelo de ouro do diabo em cordel, de Josué Gonçalves de Araujo